# Mercaptopurine
La mercaptopurine (dénomination commune internationale de la 6-mercaptopurine[réf. souhaitée] ; Purinéthol) est un antimétabolite du groupe des analogues de la purine. C'est un médicament aux propriétés immunosuppressives et cytostatiques utilisées dans le traitement des leucémies.

## Historique
Au début des années 1940, la théorie des antimétabolites permet d'expliquer l'action des sulfamides antibactériens. George Hitchings travaillant à Burroughs Wellcome basé à New York théorise alors qu'avec des antagonistes des acides nucléiques il serait possible d'inhiber la croissance des cellules cancéreuses. À cette fin, il développe un test utilisant la bactérie Lactobacillus Casei produisant des purines en cas d'ajout dans le milieu d'acide folique. En 1948, George Hitchings et sa collègue Gertrude Elion constatent que la 2,6-diaminopurine, antimétabolite de l'acide folique inhibe fortement la croissance de la bactérie. 
En 1948, le médecin américain Joseph H. Burchenal commença une étude clinique sur la 2,6-diaminopurine, un antimétabolite de l'acide folique synthétisé par George Hitchings et Gertrude Elion. Des expériences sur les souris ont montré des résultats encourageants sur un modèle leucémique bien que la toxicité en limitât l'utilisation chez l'homme. Les deux chimistes ont alors créé de nouvelles molécules testées sur Lactobacillus Casei finissant par trouver la 6-mercaptopurine en 1951. En 1953, J. H Burchenal et al. publie des résultats positifs dans le traitement de la leucémie aiguë, la même année la FDA autorise son utilisation dans le traitement des leucémies de l'enfant.
George Hitchings et Gertrude Elion ont reçu le prix nobel de physiologie ou médecine en 1988.
En mai 2017, la Commission européenne a annoncé qu'elle ouvrirait une enquête sur les pratiques tarifaires excessives auxquelles se serait livré Aspen Pharma, le laboratoire commercialisant la mercaptoturine, dont le flacon de 25 comprimés coûte, en 2017, 64,63 euros au lieu de 4,35 euros lorsqu’il était commercialisé par GSK,.

## Indications
- Leucémies aiguës lymphoblastiques
- Leucémies aiguës myéloblastiques
- Leucémies myéloïdes chroniques

## Posologies
Traitement d'entretien des leucémies aiguës : La posologie varie de 1 à 2,5 mg/kg/jour (soit 20 à 30 mg/m2 à 50 à 75 mg/m2 de surface corporelle par jour). Elle peut atteindre dans certains cas 5 mg/kg/jour.
Leucémies  myéloïdes chroniques : La posologie varie entre 1,5 et 2,5 mg/kg/j.

## Pharmacocinétique
Les études et les publications réalisées entre 1985 et 1997 dans les leucémies aiguës lymphoblastiques de l'enfant suggèrent qu'une administration au cours de la nuit serait plus efficace. Ce résultat peut être confronté aux données concernant la pharmacocinétique d'autres composés antimétabolites tels le 5-FU dont l'administration chronothérapeutique de nuit a montré de meilleurs résultats[réf. souhaitée] quant à la toxicité induite et selon le sexe sur l'efficacité du traitement par l'équipe du docteur Levy, cancérologue à l'hôpital Paul Brousse.

## Effets secondaires
Les effets secondaires suivants peuvent disparaître lorsque l'organisme est habitué au médicament. Les spécialistes des soins de santé peuvent parfois prévenir ou réduire les conséquences de certains de ces effets secondaires. Si les effets secondaires suivants persistent ou sont incommodants, il importe de consulter le médecin.
Moins courants :
- coloration foncée de la peau
- diarrhées
- maux de tête
- éruptions et démangeaisons cutanées
- faiblesse

Si l'un ou l'autre des effets secondaires suivants apparaissent, il importe de communiquer dès que possible avec le médecin :
Plus courants :
- fatigue ou faiblesse inhabituelle
- coloration jaune des yeux ou de la peau

Moins courants :
- pertes d'appétit
- douleurs articulaires
- nausées et vomissements
- gonflement des pieds ou du bas des jambes

Rares :
- présence d'ulcères dans la bouche ou sur les lèvres

Si l'un ou l'autre des effets secondaires suivants apparaissent, il importe de communiquer immédiatement avec le médecin :
Moins courants (1 % a 10 %) :
- selles noires ressemblant à du goudron, ou présence de sang dans les selles ou l'urine
- toux ou voix rauque
- fièvre ou frissonnements
- douleurs au bas du dos ou dans les côtés
- douleurs ou difficultés au moment d'uriner
- présence de points rouges sur la peau
- saignements ou meurtrissures inhabituels

D'autres effets secondaires non indiqués ici peuvent également survenir chez certaines personnes. Si d'autres effets secondaires apparaissent, il importe de communiquer avec le médecin.

## Précautions
- Interaction possible avec l'allopurinol
- risque d'hépatotoxicité, éruption cutanée, fièvre médicamenteuse, hyperuricémie

## Divers
Le mercaptopurine fait partie de la liste des médicaments essentiels de l'Organisation mondiale de la santé (liste mise à jour en avril 2013).